# Spumula serispora
Spumula serispora är en svampart som beskrevs av Berndt 1996. Spumula serispora ingår i släktet Spumula och familjen Raveneliaceae.   Inga underarter finns listade i Catalogue of Life.